# Bilquilda (filla de Rorgó I)
Bilquilda o Biliquilda (o Biquilda o Bilquida) fou una princesa del Maine deduïda per la genealogia.

L'Historia Inventionis Sanctii Baudelli assenyala que el príncep Bernat de Gòtia tenia un oncle anomenat Gauslí que havia estat abat i després bisbe. D'aquesta menció ha estat deduïda l'existència d'una filla del comte Rorgó I de Maine i de la seva esposa Bilquilda que s'hauria casat amb el comte Bernat II el Poiteví. La butlla d'excomunió fulminada pel papa Joan VIII contra Bernat de Gòtia precisa: 
| « | Bernardum filium Bernardi i Belihildis | » |

Es va casar amb el comte Bernat II el Poiteví, († 844) i va donar a llum a: 
- Bernat de Gòtia († vers 872), comte de Poitiers
- Emenó de Poitiers

Un text d'Abbó menciona que Ebles, abat de Saint-Denis, fill de Rainulf I de Poitiers, era nepos de Gauslí, fill del comte Rorgó I. Un altre text, d'Adémar de Chabannes, precisa que Rainulf I era un cosí (consanguineus) de Ragenold de Nèustria, comte d'Herbauges. Aquest terme de consanguineus exclou a priori una parentiu per aliança, que es proposa a la primera hipòtesi. Diverses hipòtesis van ser emeses per explicar aquest parentiu:
1. Rainulf I de Poitiers s'havia casat amb una filla de Rorgó I i de Biliquilda (que podria ser Biliquilda, vídua de Bernat el Poiteví, o bé una altra germana anònima).

1. La mare de Rainulf I era una filla de Rorgó I i de Rotruda, la cronologia s'oposa al fet que Rainulf sigui net de Biliquilda.

Les dues hipòtesis s'exclouen: Rainulf I no s'hauria pogut casar amb la germanastra de la seva mare. El text d'Adémar de Chabannes té tendència a dir que són Rainulf i Ragenold qui són cosins, i no la seva esposa, el que privilegia la segona hipòtesi.
En qualsevol cas, la dona de Rainulf I, quina que sigui, va ser la mare de:
- Gausbert († 893); aquest nom testimonia un parentiu amb els rorgònides
- Rainulf II de Poitiers († 890), comte de Poitiers i duc d'Aquitània
- Ebles († 2 d'octubre del 892), abat de Saint-Denis

## Hipòtesi 1
|                                                              |                                                              |                                                              |                                                              |                                                              |                                                              | Rotruda | Rotruda | Rotruda           | Rotruda           | Rotruda           | Rotruda           |                   |                   |            |            |                              |                              | Rorgó I comte del Maine      | Rorgó I comte del Maine      | Rorgó I comte del Maine      | Rorgó I comte del Maine      | Rorgó I comte del Maine | Rorgó I comte del Maine |                                           |                                           |                                           |                                           |                                           |                                           | Biliquilda | Biliquilda | Biliquilda | Biliquilda | Biliquilda | Biliquilda |                               |                               |                               |                               |                               |                               |  |  |
|                                                              |                                                              |                                                              |                                                              |                                                              |                                                              | Rotruda | Rotruda | Rotruda           | Rotruda           | Rotruda           | Rotruda           |                   |                   |            |            |                              |                              | Rorgó I comte del Maine      | Rorgó I comte del Maine      | Rorgó I comte del Maine      | Rorgó I comte del Maine      | Rorgó I comte del Maine | Rorgó I comte del Maine |                                           |                                           |                                           |                                           |                                           |                                           | Biliquilda | Biliquilda | Biliquilda | Biliquilda | Biliquilda | Biliquilda |                               |                               |                               |                               |                               |                               |  |  |
|                                                              |                                                              |                                                              |                                                              |                                                              |                                                              |         |         |                   |                   |                   |                   |                   |                   |            |            |                              |                              |                              |                              |                              |                              |                         |                         |                                           |                                           |                                           |                                           |                                           |                                           |            |            |            |            |            |            |                               |                               |                               |                               |                               |                               |  |  |
|                                                              |                                                              |                                                              |                                                              |                                                              |                                                              |         |         |                   |                   |                   |                   |                   |                   |            |            |                              |                              |                              |                              |                              |                              |                         |                         |                                           |                                           |                                           |                                           |                                           |                                           |            |            |            |            |            |            |                               |                               |                               |                               |                               |                               |  |  |
| Bernat II de Poitiers comte de Poitiers (el Poiteví) († 844) | Bernat II de Poitiers comte de Poitiers (el Poiteví) († 844) | Bernat II de Poitiers comte de Poitiers (el Poiteví) († 844) | Bernat II de Poitiers comte de Poitiers (el Poiteví) († 844) | Bernat II de Poitiers comte de Poitiers (el Poiteví) († 844) | Bernat II de Poitiers comte de Poitiers (el Poiteví) († 844) |         |         |                   |                   |                   |                   | Biliquilda        | Biliquilda        | Biliquilda | Biliquilda | Biliquilda                   | Biliquilda                   |                              |                              |                              |                              |                         |                         | Rainulf I comte de Poitiers († 866)       | Rainulf I comte de Poitiers († 866)       | Rainulf I comte de Poitiers († 866)       | Rainulf I comte de Poitiers († 866)       | Rainulf I comte de Poitiers († 866)       | Rainulf I comte de Poitiers († 866)       |            |            |            |            |            |            | Gauslí bisbe de París (+ 886) | Gauslí bisbe de París (+ 886) | Gauslí bisbe de París (+ 886) | Gauslí bisbe de París (+ 886) | Gauslí bisbe de París (+ 886) | Gauslí bisbe de París (+ 886) |  |  |
| Bernat II de Poitiers comte de Poitiers (el Poiteví) († 844) | Bernat II de Poitiers comte de Poitiers (el Poiteví) († 844) | Bernat II de Poitiers comte de Poitiers (el Poiteví) († 844) | Bernat II de Poitiers comte de Poitiers (el Poiteví) († 844) | Bernat II de Poitiers comte de Poitiers (el Poiteví) († 844) | Bernat II de Poitiers comte de Poitiers (el Poiteví) († 844) |         |         |                   |                   |                   |                   | Biliquilda        | Biliquilda        | Biliquilda | Biliquilda | Biliquilda                   | Biliquilda                   |                              |                              |                              |                              |                         |                         | Rainulf I comte de Poitiers († 866)       | Rainulf I comte de Poitiers († 866)       | Rainulf I comte de Poitiers († 866)       | Rainulf I comte de Poitiers († 866)       | Rainulf I comte de Poitiers († 866)       | Rainulf I comte de Poitiers († 866)       |            |            |            |            |            |            | Gauslí bisbe de París (+ 886) | Gauslí bisbe de París (+ 886) | Gauslí bisbe de París (+ 886) | Gauslí bisbe de París (+ 886) | Gauslí bisbe de París (+ 886) | Gauslí bisbe de París (+ 886) |  |  |
|                                                              |                                                              |                                                              |                                                              |                                                              |                                                              |         |         |                   |                   |                   |                   |                   |                   |            |            |                              |                              |                              |                              |                              |                              |                         |                         |                                           |                                           |                                           |                                           |                                           |                                           |            |            |            |            |            |            |                               |                               |                               |                               |                               |                               |  |  |
|                                                              |                                                              |                                                              |                                                              |                                                              |                                                              |         |         |                   |                   |                   |                   |                   |                   |            |            |                              |                              |                              |                              |                              |                              |                         |                         |                                           |                                           |                                           |                                           |                                           |                                           |            |            |            |            |            |            |                               |                               |                               |                               |                               |                               |  |  |
| Bernat de Gòtia comte de Poitiers nebot de Gauslí            | Bernat de Gòtia comte de Poitiers nebot de Gauslí            | Bernat de Gòtia comte de Poitiers nebot de Gauslí            | Bernat de Gòtia comte de Poitiers nebot de Gauslí            | Bernat de Gòtia comte de Poitiers nebot de Gauslí            | Bernat de Gòtia comte de Poitiers nebot de Gauslí            |         |         | Emenó de Poitiers | Emenó de Poitiers | Emenó de Poitiers | Emenó de Poitiers | Emenó de Poitiers | Emenó de Poitiers |            |            | Rainulf II comte de Poitiers | Rainulf II comte de Poitiers | Rainulf II comte de Poitiers | Rainulf II comte de Poitiers | Rainulf II comte de Poitiers | Rainulf II comte de Poitiers |                         |                         | Ebles abat de Saint-Denis nebot de Gauslí | Ebles abat de Saint-Denis nebot de Gauslí | Ebles abat de Saint-Denis nebot de Gauslí | Ebles abat de Saint-Denis nebot de Gauslí | Ebles abat de Saint-Denis nebot de Gauslí | Ebles abat de Saint-Denis nebot de Gauslí |            |            |            |            |            |            |                               |                               |                               |                               |                               |                               |  |  |

## Hipòtesi 2
|                                 |                                 |                                 |                                 |                                 |                                 |  |  |                                                                 |                                                                 |                                                                 |                                                                 |                                                                 |                                                                 |  |  |                                           |                                           |                                           |                                           |                                           |                                           |  |  |                              |                              |                              |                              |                              |                              |  |  |  |  |  |  |                                                   |                                                   |                                                   |                                                   |                                                   |                                                   |  |  |  |  |  |  |                                                              |                                                              |                                                              |                                                              |                                                              |                                                              |  |  |                                                   |                                                   |                                                   |                                                   |                                                   |                                                   |  |  |
|                                 |                                 |                                 |                                 |                                 |                                 |  |  |                                                                 |                                                                 |                                                                 |                                                                 |                                                                 |                                                                 |  |  |                                           |                                           |                                           |                                           |                                           |                                           |  |  |                              |                              |                              |                              |                              |                              |  |  |  |  |  |  |                                                   |                                                   |                                                   |                                                   |                                                   |                                                   |  |  |  |  |  |  |                                                              |                                                              |                                                              |                                                              |                                                              |                                                              |  |  |                                                   |                                                   |                                                   |                                                   |                                                   |                                                   |  |  |
|                                 |                                 |                                 |                                 |                                 |                                 |  |  | Rotruda                                                         | Rotruda                                                         | Rotruda                                                         | Rotruda                                                         | Rotruda                                                         | Rotruda                                                         |  |  |                                           |                                           |                                           |                                           |                                           |                                           |  |  | Rorgó I comte del Maine      | Rorgó I comte del Maine      | Rorgó I comte del Maine      | Rorgó I comte del Maine      | Rorgó I comte del Maine      | Rorgó I comte del Maine      |  |  |  |  |  |  | Biliquilda                                        | Biliquilda                                        | Biliquilda                                        | Biliquilda                                        | Biliquilda                                        | Biliquilda                                        |  |  |  |  |  |  |                                                              |                                                              |                                                              |                                                              |                                                              |                                                              |  |  | Arveu                                             | Arveu                                             | Arveu                                             | Arveu                                             | Arveu                                             | Arveu                                             |  |  |
|                                 |                                 |                                 |                                 |                                 |                                 |  |  | Rotruda                                                         | Rotruda                                                         | Rotruda                                                         | Rotruda                                                         | Rotruda                                                         | Rotruda                                                         |  |  |                                           |                                           |                                           |                                           |                                           |                                           |  |  | Rorgó I comte del Maine      | Rorgó I comte del Maine      | Rorgó I comte del Maine      | Rorgó I comte del Maine      | Rorgó I comte del Maine      | Rorgó I comte del Maine      |  |  |  |  |  |  | Biliquilda                                        | Biliquilda                                        | Biliquilda                                        | Biliquilda                                        | Biliquilda                                        | Biliquilda                                        |  |  |  |  |  |  |                                                              |                                                              |                                                              |                                                              |                                                              |                                                              |  |  | Arveu                                             | Arveu                                             | Arveu                                             | Arveu                                             | Arveu                                             | Arveu                                             |  |  |
|                                 |                                 |                                 |                                 |                                 |                                 |  |  |                                                                 |                                                                 |                                                                 |                                                                 |                                                                 |                                                                 |  |  |                                           |                                           |                                           |                                           |                                           |                                           |  |  |                              |                              |                              |                              |                              |                              |  |  |  |  |  |  |                                                   |                                                   |                                                   |                                                   |                                                   |                                                   |  |  |  |  |  |  |                                                              |                                                              |                                                              |                                                              |                                                              |                                                              |  |  |                                                   |                                                   |                                                   |                                                   |                                                   |                                                   |  |  |
|                                 |                                 |                                 |                                 |                                 |                                 |  |  |                                                                 |                                                                 |                                                                 |                                                                 |                                                                 |                                                                 |  |  |                                           |                                           |                                           |                                           |                                           |                                           |  |  |                              |                              |                              |                              |                              |                              |  |  |  |  |  |  |                                                   |                                                   |                                                   |                                                   |                                                   |                                                   |  |  |  |  |  |  |                                                              |                                                              |                                                              |                                                              |                                                              |                                                              |  |  |                                                   |                                                   |                                                   |                                                   |                                                   |                                                   |  |  |
| Gerard comte d'Alvèrnia († 841) | Gerard comte d'Alvèrnia († 841) | Gerard comte d'Alvèrnia († 841) | Gerard comte d'Alvèrnia († 841) | Gerard comte d'Alvèrnia († 841) | Gerard comte d'Alvèrnia († 841) |  |  |                                                                 |                                                                 |                                                                 |                                                                 |                                                                 |                                                                 |  |  | (Adeltruda)                               | (Adeltruda)                               | (Adeltruda)                               | (Adeltruda)                               | (Adeltruda)                               | (Adeltruda)                               |  |  | Gauslí bisbe de Paris (+886) | Gauslí bisbe de Paris (+886) | Gauslí bisbe de Paris (+886) | Gauslí bisbe de Paris (+886) | Gauslí bisbe de Paris (+886) | Gauslí bisbe de Paris (+886) |  |  |  |  |  |  | Biliquilda                                        | Biliquilda                                        | Biliquilda                                        | Biliquilda                                        | Biliquilda                                        | Biliquilda                                        |  |  |  |  |  |  | Bernat II de Poitiers comte de Poitiers (el Poiteví) († 844) | Bernat II de Poitiers comte de Poitiers (el Poiteví) († 844) | Bernat II de Poitiers comte de Poitiers (el Poiteví) († 844) | Bernat II de Poitiers comte de Poitiers (el Poiteví) († 844) | Bernat II de Poitiers comte de Poitiers (el Poiteví) († 844) | Bernat II de Poitiers comte de Poitiers (el Poiteví) († 844) |  |  | Ragenold o Renald I († 844) comte d'Herbauges     | Ragenold o Renald I († 844) comte d'Herbauges     | Ragenold o Renald I († 844) comte d'Herbauges     | Ragenold o Renald I († 844) comte d'Herbauges     | Ragenold o Renald I († 844) comte d'Herbauges     | Ragenold o Renald I († 844) comte d'Herbauges     |  |  |
| Gerard comte d'Alvèrnia († 841) | Gerard comte d'Alvèrnia († 841) | Gerard comte d'Alvèrnia († 841) | Gerard comte d'Alvèrnia († 841) | Gerard comte d'Alvèrnia († 841) | Gerard comte d'Alvèrnia († 841) |  |  |                                                                 |                                                                 |                                                                 |                                                                 |                                                                 |                                                                 |  |  | (Adeltruda)                               | (Adeltruda)                               | (Adeltruda)                               | (Adeltruda)                               | (Adeltruda)                               | (Adeltruda)                               |  |  | Gauslí bisbe de Paris (+886) | Gauslí bisbe de Paris (+886) | Gauslí bisbe de Paris (+886) | Gauslí bisbe de Paris (+886) | Gauslí bisbe de Paris (+886) | Gauslí bisbe de Paris (+886) |  |  |  |  |  |  | Biliquilda                                        | Biliquilda                                        | Biliquilda                                        | Biliquilda                                        | Biliquilda                                        | Biliquilda                                        |  |  |  |  |  |  | Bernat II de Poitiers comte de Poitiers (el Poiteví) († 844) | Bernat II de Poitiers comte de Poitiers (el Poiteví) († 844) | Bernat II de Poitiers comte de Poitiers (el Poiteví) († 844) | Bernat II de Poitiers comte de Poitiers (el Poiteví) († 844) | Bernat II de Poitiers comte de Poitiers (el Poiteví) († 844) | Bernat II de Poitiers comte de Poitiers (el Poiteví) († 844) |  |  | Ragenold o Renald I († 844) comte d'Herbauges     | Ragenold o Renald I († 844) comte d'Herbauges     | Ragenold o Renald I († 844) comte d'Herbauges     | Ragenold o Renald I († 844) comte d'Herbauges     | Ragenold o Renald I († 844) comte d'Herbauges     | Ragenold o Renald I († 844) comte d'Herbauges     |  |  |
|                                 |                                 |                                 |                                 |                                 |                                 |  |  |                                                                 |                                                                 |                                                                 |                                                                 |                                                                 |                                                                 |  |  |                                           |                                           |                                           |                                           |                                           |                                           |  |  |                              |                              |                              |                              |                              |                              |  |  |  |  |  |  |                                                   |                                                   |                                                   |                                                   |                                                   |                                                   |  |  |  |  |  |  |                                                              |                                                              |                                                              |                                                              |                                                              |                                                              |  |  |                                                   |                                                   |                                                   |                                                   |                                                   |                                                   |  |  |
|                                 |                                 |                                 |                                 |                                 |                                 |  |  |                                                                 |                                                                 |                                                                 |                                                                 |                                                                 |                                                                 |  |  |                                           |                                           |                                           |                                           |                                           |                                           |  |  |                              |                              |                              |                              |                              |                              |  |  |  |  |  |  |                                                   |                                                   |                                                   |                                                   |                                                   |                                                   |  |  |  |  |  |  |                                                              |                                                              |                                                              |                                                              |                                                              |                                                              |  |  |                                                   |                                                   |                                                   |                                                   |                                                   |                                                   |  |  |
|                                 |                                 |                                 |                                 |                                 |                                 |  |  | Rainulf I comte de Poitiers († 866) consaguineus de Ragenold II | Rainulf I comte de Poitiers († 866) consaguineus de Ragenold II | Rainulf I comte de Poitiers († 866) consaguineus de Ragenold II | Rainulf I comte de Poitiers († 866) consaguineus de Ragenold II | Rainulf I comte de Poitiers († 866) consaguineus de Ragenold II | Rainulf I comte de Poitiers († 866) consaguineus de Ragenold II |  |  |                                           |                                           |                                           |                                           |                                           |                                           |  |  |                              |                              |                              |                              |                              |                              |  |  |  |  |  |  | Bernat de Gòtia comte de Poitiers nebot de Gauslí | Bernat de Gòtia comte de Poitiers nebot de Gauslí | Bernat de Gòtia comte de Poitiers nebot de Gauslí | Bernat de Gòtia comte de Poitiers nebot de Gauslí | Bernat de Gòtia comte de Poitiers nebot de Gauslí | Bernat de Gòtia comte de Poitiers nebot de Gauslí |  |  |  |  |  |  | Emenó de Poitiers                                            | Emenó de Poitiers                                            | Emenó de Poitiers                                            | Emenó de Poitiers                                            | Emenó de Poitiers                                            | Emenó de Poitiers                                            |  |  | Renald II o Ragenold II († 885) comte d'Herbauges | Renald II o Ragenold II († 885) comte d'Herbauges | Renald II o Ragenold II († 885) comte d'Herbauges | Renald II o Ragenold II († 885) comte d'Herbauges | Renald II o Ragenold II († 885) comte d'Herbauges | Renald II o Ragenold II († 885) comte d'Herbauges |  |  |
|                                 |                                 |                                 |                                 |                                 |                                 |  |  | Rainulf I comte de Poitiers († 866) consaguineus de Ragenold II | Rainulf I comte de Poitiers († 866) consaguineus de Ragenold II | Rainulf I comte de Poitiers († 866) consaguineus de Ragenold II | Rainulf I comte de Poitiers († 866) consaguineus de Ragenold II | Rainulf I comte de Poitiers († 866) consaguineus de Ragenold II | Rainulf I comte de Poitiers († 866) consaguineus de Ragenold II |  |  |                                           |                                           |                                           |                                           |                                           |                                           |  |  |                              |                              |                              |                              |                              |                              |  |  |  |  |  |  | Bernat de Gòtia comte de Poitiers nebot de Gauslí | Bernat de Gòtia comte de Poitiers nebot de Gauslí | Bernat de Gòtia comte de Poitiers nebot de Gauslí | Bernat de Gòtia comte de Poitiers nebot de Gauslí | Bernat de Gòtia comte de Poitiers nebot de Gauslí | Bernat de Gòtia comte de Poitiers nebot de Gauslí |  |  |  |  |  |  | Emenó de Poitiers                                            | Emenó de Poitiers                                            | Emenó de Poitiers                                            | Emenó de Poitiers                                            | Emenó de Poitiers                                            | Emenó de Poitiers                                            |  |  | Renald II o Ragenold II († 885) comte d'Herbauges | Renald II o Ragenold II († 885) comte d'Herbauges | Renald II o Ragenold II († 885) comte d'Herbauges | Renald II o Ragenold II († 885) comte d'Herbauges | Renald II o Ragenold II († 885) comte d'Herbauges | Renald II o Ragenold II († 885) comte d'Herbauges |  |  |
|                                 |                                 |                                 |                                 |                                 |                                 |  |  |                                                                 |                                                                 |                                                                 |                                                                 |                                                                 |                                                                 |  |  |                                           |                                           |                                           |                                           |                                           |                                           |  |  |                              |                              |                              |                              |                              |                              |  |  |  |  |  |  |                                                   |                                                   |                                                   |                                                   |                                                   |                                                   |  |  |  |  |  |  |                                                              |                                                              |                                                              |                                                              |                                                              |                                                              |  |  |                                                   |                                                   |                                                   |                                                   |                                                   |                                                   |  |  |
| Rainulf II comte de Poitiers    | Rainulf II comte de Poitiers    | Rainulf II comte de Poitiers    | Rainulf II comte de Poitiers    | Rainulf II comte de Poitiers    | Rainulf II comte de Poitiers    |  |  |                                                                 |                                                                 |                                                                 |                                                                 |                                                                 |                                                                 |  |  | Ebles abat de Saint-Denis nebot de Gauslí | Ebles abat de Saint-Denis nebot de Gauslí | Ebles abat de Saint-Denis nebot de Gauslí | Ebles abat de Saint-Denis nebot de Gauslí | Ebles abat de Saint-Denis nebot de Gauslí | Ebles abat de Saint-Denis nebot de Gauslí |  |  |                              |                              |                              |                              |                              |                              |  |  |  |  |  |  |                                                   |                                                   |                                                   |                                                   |                                                   |                                                   |  |  |  |  |  |  |                                                              |                                                              |                                                              |                                                              |                                                              |                                                              |  |  |                                                   |                                                   |                                                   |                                                   |                                                   |                                                   |  |  |